# Wojciech Niedziela

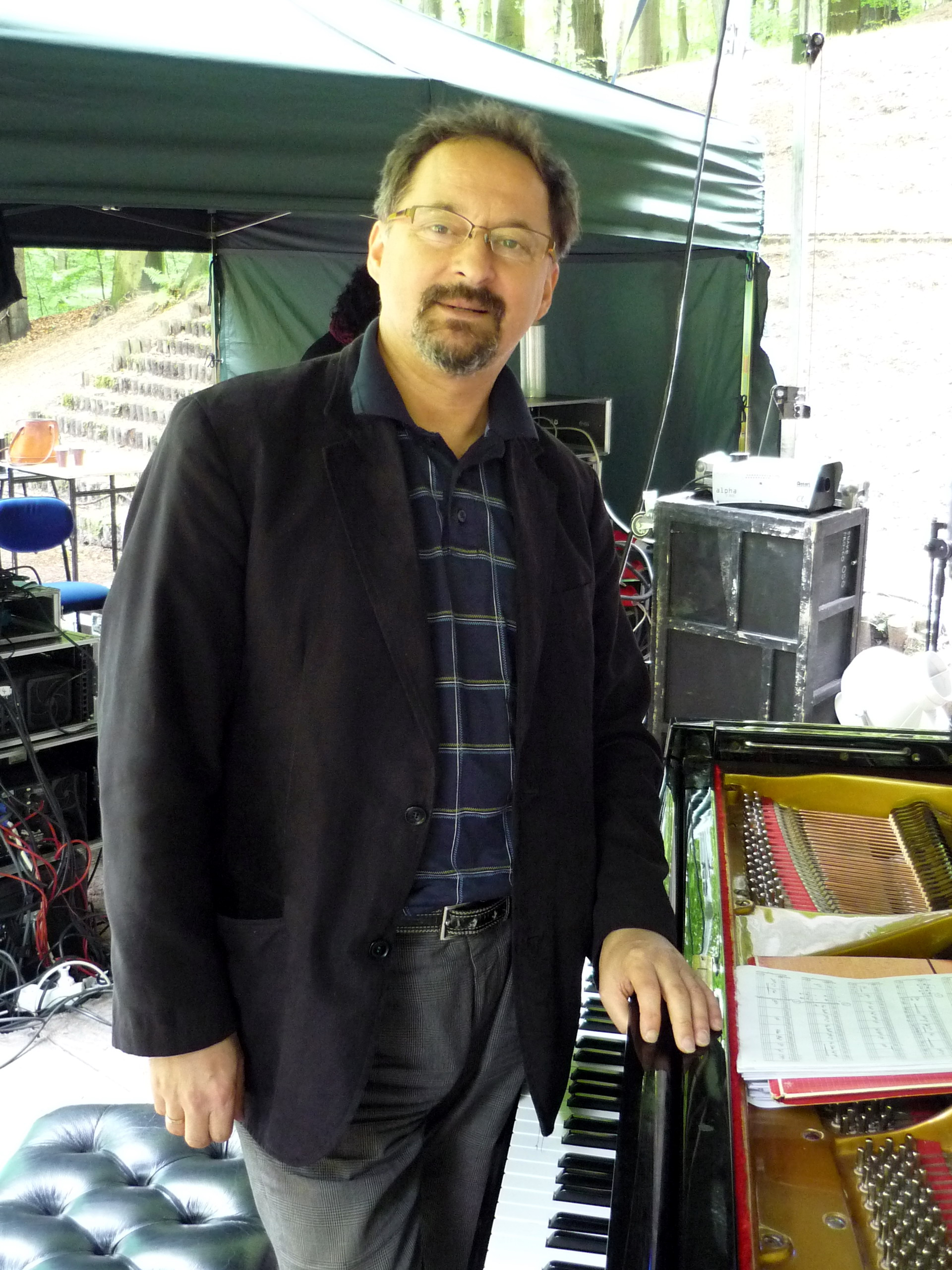
Wojciech Niedziela (2011)

Wojciech Niedziela (* 18. Januar 1961 in Rybnik) ist ein polnischer Jazzmusiker (Piano, Komposition). Er leitet die Jazzklavierklasse an der Musikakademie Karol Szymanowski in Katowice.

## Leben und Wirken
Niedziela absolvierte die Karol-Szymanowski-Musikakademie Katowice, wo er die Klavierklasse von Andrzej Zubek besuchte.
Niedziela leitete zunächst das Ensemble New Presentation mit seinem Zwillingsbruder Jacek Niedziela und Jerzy Głód in der Rhythmusgruppe und den Solisten Lora Szafran und Piotr Wojtasik, das bereits 1983 ein Live-Album in Polen vorlegte. 1985 wurde er mit weiteren polnischen und mit britischen Musikern zum SWF New Jazz Meeting eingeladen. Er nahm vier Alben unter eigenem Namen auf. Eine von ihnen – To Kiss the Ivories – wurde im Jahr 2000 zweimal für den Fryderyk-Preis nominiert. Zuletzt entstand 2017 das Duoalbum Dark Morning mit Trompeter Piotr Schmidt, dessen Quartett er auch angehört.
Niedziela trat mit amerikanische Jazzmusiker wie Bobby Watson, Mike Mainieri, Jack Walrath, David Friedman, Dave Liebman, Bill Molenhof und Eddie Henderson auf. Er hat auch Vokalisten wie Urszula Dudziak, Grażyna Auguścik, Dorota Miśkiewicz, Ewa Uryga und renommierte Leader wie Michał Urbaniak, Janusz Muniak oder Eryk Kulm begleitet. Seit Mitte der 1990er Jahre gehörte er zur Band von Jan Ptaszyn Wróblewski, mit dem auch Alben entstanden. Er ist zudem an Alben mit Musikern wie Zbigniew Namysłowski, Krzysztof Popek, Jacek Niedziela, Maciej Sikała, Piotr Baron, Henryk Miśkiewicz, Michał Kulenty, Piotr Wojtasik, Eryk Kulm, Michał Kulenty oder Lora Szafran beteiligt.
Seit 1991 lehrte Niedziela in Katowice. 2008 habilitierte er sich. 2014 wurde er zum Professor in Katowice ernannt. Zu seinen Schülern gehören Pianisten wie Piotr Wyleżoł, Piotr Wrombel, Marcin Wasilewski, Michał Tokaj, Przemysław Raminiak, Paweł Tomaszewski oder Piotr Matusik.
Niedziela ist auch künstlerischer Leiter der Internationalen Jazz-Workshops in Chodzież.

## Preise und Auszeichnungen
Niedziela erhielt 1983 den Ersten Preis beim Jazz-Improvisationswettbewerb in Katowice. 1985 gewann er den Grand Prix beim Jazzpianistenwettbewerb in Kalisz. Im selben Jahr erhielt er mit New Presentation beim Wettbewerb der Leverkusener Jazztage den Ersten Preis. 1986 wurde er mit dem ministeriellen Kunstpreis Stanisław Wyspiański für junge Künstler ausgezeichnet.